# Werner Heisenberg
Werner Karl Heisenberg (født 5. december 1901, død 1. februar 1976), tysk teoretisk fysiker som var en af grundlæggerne af kvantemekanikken. Heisenberg modtog Nobelprisen i fysik i 1932 netop for sine bidrag til kvantemekanikken.

## Liv og karriere

### Baggrund
Werner Heisenberg blev d. 5. december 1901 født ind i en meget intellektuel familie. Han var søn af ægteparret dr. August Heisenberg og Annie Wecklein. Faderen, August, havde studeret middelalderlig og moderne græsk kultur og sprog i Würzburg, og han blev senere professor i selv samme studier på universitetet i München.
Werner Heisenberg studerede fysik og matematik i perioden 1920-1923 på universitetet i München og universitetet i Göttingen. I München studerede Heisenberg bl.a. under fysikeren Arnold Sommerfeld af hvem han også senere (i 1923) modtog sin doktorgrad. Af andre kendte fysikere som havde studeret i München under Sommerfeld kan bl.a. nævnes den østrigske fysiker Wolfgang Pauli med hvem Heisenberg senere skulle få tæt venskab. På universitetet i Göttingen studerede Heisenberg bl.a. under Max Born, som senere også modtog nobelprisen i fysik. Det var også i Göttingen under Born at Heisenberg i 1924 modtog sin habilitation. Det var ligeledes i Göttingen, at Heisenberg for første gang mødte Niels Bohr i 1922. Dette møde skete i forbindelse med en begivenhed, "Bohr-festival", hvor Niels Bohr var gæsteforelæser. Niels Bohrs teorier mht. atomfysik havde interesseret Heisenberg gennem en lang periode, og mødet med Niels Bohr havde stor indflydelse på den dengang unge fysiker. Samarbejdet mellem Niels Bohr, Wolfgang Pauli og Heisenberg førte til et meget frugtbart samarbejde som bl.a. resulterede i tilblivelsen af hvad vi i dag kender som den moderne kvantemekanik.

### Bidrag til kvantemekanikken
I perioden 1924-1927 fungerede Heisenberg som Jus docendi ved universitet i Göttingen. Her fik han tildelt et stipendium af fonden Rockefeller Foundation, som gjorde at han i en periode fra d. 17. september 1924 til d. 1. maj 1925 studerede under Niels Bohr ved Niels Bohr Institutet i København. Da han kom retur til Göttingen udviklede han i samarbejde med Max Born og Pascual Jordan en teoretisk beskrivelse af kvantemekanikken som matrixmekanik. Alt dette blev udarbejdet på seks måneder hen over foråret og sommeren 1925. Tilblivelsen af denne teori skyldes primært Heisenberg selv, der i sommeren 1925 alene gik rundt på den lille klippeø Helgoland, idet han led af høfeber, og funderede over nogle af fysikkens store spørgsmål. Her nedskrev han hovedtrækkene til ovenstående teorier, og efter at have korresponderet med Wolfgang Pauli vedrørende rigtigheden af teorien, sendte han et udkast tilbage til Göttingen og Max Born. Dette udkast blev publiceret i videnskabelige tidsskrifter. Born og hans assistent Pascual Jordan tilføjede rettelser samt andre vigtige elementer, hvorefter den færdige artikel blev publiceret. Denne artikel var den første store artikel som Heisenberg var med til at udgive, og den angav dermed hans helt store gennembrud som fysiker. 
Problemet med overstående artikel var at resultaterne byggede på teorier som tidligere var blevet fremlagt af bl.a. Niels Bohr. Selvom man i dag (nyere tid) har godkendt og faktisk også påvist at Bohrs teorier er sande var det på daværende tidspunkt ikke påvist at teorierne var sande - godt nok passede matematikken, men teorien brød også med nogle andre fundamentale fysiske resultater. Man kunne ikke påvise Bohrs teorier med datidens udstyr og instrumenter, og dette gjorde at ikke alle fysikere var særlig store tilhængere af teorien. Niels Bohr stod på den ene side som den store fortaler for sin teori, mens Albert Einstein stod i spidsen for den anden gruppe af fysikere, som var mere skeptiske over for Bohrs teori. Einstein blev aldrig overbevist om teorien, og da han døde troede han stadig ikke på den. Heisenberg tilhørte dermed den gruppe af fysikere, der var enige med Bohr, mens Einstein bl.a. havde støtte fra den østrigske fysiker Erwin Schrödinger. Schrödinger formulerede i 1925 (udgivet i 1926) sin alternative bølgemekanik. Schrödingers bølgemekanik og Heisenbergs matrixmekanik gav matematisk det samme resultat, men de gav to forskellige billeder af virkeligheden/verden.
I begyndelsen af 1926 befandt Heisenberg sig i København, hvor han fungerede som assistent for Bohr ved Niels Bohr Institutet, og han havde dermed rig mulighed for at diskutere de seneste resultater med Bohr. I maj 1926 kom også Erwin Schrödinger forbi København for at argumentere for sin såkaldte bølgemekanik og argumentere mod Heisenbergs matrixmekanik. De kunne ikke blive enige om de uoverensstemmelser, der var mellem de to teorier, og Schrödinger ville ikke anerkende Heisenbergs resultater, hvilket frustrerede Heisenberg. Disse uoverensstemmelser ledte til flere heftige debatter mellem Schrödinger og Heisenberg. Bl.a. kan det nævnes, at sidstnævnte rejste rundt til forskellige forelæsninger som Schrödinger afholdt om sin bølgemekanik for at forsvare sin matrixmekanik når Schrödinger angreb denne. Debatten mellem de to sider forsatte, og det var åbenlyst at der skulle bruges en tredje teori til at løse striden.
Som tidligere nævnt tilbragte Heisenberg en periode i København omkring årene 1926 til 1927 som assistent hos Niels Bohr, og det var lige netop i København i 1927 at Heisenberg udviklede sit måske mest kendte princip, nemlig ubestemthedsprincippet. Dette princip viste sig at være den sidste brik i puslespillet, som gjorde at Heisenberg og Bohr var i stand til at vise at Schrödingers bølgemekanik var ækvivalent med Heisenberg og Bohrs kvantemekanik og matrixmekanik. Heisenbergs usikkerhedsprincip og Bohrs komplementaritet ligger nemlig til grund for hvad vi kender som Københavnerfortolkningen af kvantemekanikken. Niels Bohr og Heisenberg deltog begge i slutningen af 1927 i Solvay-konferencen sammen med en masse andre af datidens mest anerkendte fysikere, heriblandt Albert Einstein og Erwin Schrödinger. Heisenberg og Bohr benyttede lejligheden til at diskutere rigtigheden af deres teorier med Einstein og Schrödinger. Med opdagelsen af Heisenbergs ubestemthedsprincip formåede Bohr at svare på alle de kritiske spørgsmål Einstein og de andre havde til hans teorier. Da konferencen sluttede, var der bred enighed blandt de fleste fysikere om, at Bohrs og Heisenbergs teorier var sande, og de kunne dermed rejse tilbage til København som de helt store vindere.
I slutningen af 1927 blev Heisenberg ligeledes udpeget til professor, hvorefter han blev ansat på universitetet i Leipzig. Han blev udpeget som institutleder ved instituttet for fysik, og han holdt sin tiltrædelsesforelæsning d. 1. februar 1928. Selvom Heisenberg allerede i 1928 blev nomineret til Nobelprisen, så var det først fire år senere, at han vandt titlen. Heisenberg modtog Nobelprisen i fysik i 1932 for "skabelsen af kvantemekanik, der blandt andet er anvendt til opdagelsen af de forskellige former for brint".

### Heisenberg under Nazi-regimet
Op til Anden Verdenskrig blev Heisenberg chikaneret og fik øgenavnet den hvide jøde. Denne chikane skyldes til dels de to landsmænd og Nobelpris-modtagende fysikere Philipp Lenard og Johannes Stark, som var yderst nationalistiske. Johannes og Philipp stod op gennem 1930'erne i spidsen for en bevægelse indenfor de tyske fysikkredse, som gik under navnet tysk fysik (eller arisk fysik). Denne bevægelse var bl.a. modstander af Albert Einsteins og andre fremtrædende fysikeres teorier. De teorier som bevægelsen var modstander af gik under betegnelsen "jødisk fysik". På dette tidspunkt var mange af de fremtrædende atomfysikere jøder, eller også havde de på anden vis jødiske rødder. Her kan bl.a. nævnes personer som Niels Bohr, Albert Einstein, Wolfgang Pauli med flere, som alle også senere immigrerede til USA pga. det nazistiske styre.
Heisenberg underviste blandt andet i Einsteins relativitetsteori, hvilket gjorde at ovenstående bevægelse (tysk fysik), med Johannes og Philipp som frontfigurer, havde set sig sure på Heisenberg og prøvede at modarbejde ham. Det skal påpeges, at op gennem 1930'erne var det lykkes Johannes og Philipp at opbygge sig megen magt, idet deres nationalistiske synspunkter stemte godt overens med de nazistiske værdier, og dermed havde bevægelsen gunstige muligheder for at chikanere Heisenberg personligt. Konflikten mellem Heisenberg og den nationalistiske bevægelse er bedst symboliseret ved hvad man i dag kender som Heisenbergaffæren. Den såkaldte Heisenbergaffære startede d. 1. april 1935, idet man skulle finde en afløser for Arnold Sommerfeld som institutleder ved universitetet i München. Fakultetet i München fremlagde i 1935 en liste på i alt tre kandidater, som man ville støtte, hvis de overtog den ledige stilling efter Sommerfeld. Heisenberg var en af kandidaterne som desuden også talte to andre tidligere elever af Sommerfeld. Fakultetet gav endvidere udtryk for at Heisenberg var deres favoritkandidat. Da Johannes og Philipp (og resten af bevægelsen tysk fysik) hørte at Heisenberg var favoritkandidaten til at overtage stillingen efter Sommerfeld begyndte de straks at modarbejde Heisenbergs kandidatur. Johannes og Philipp besad på dette tidspunkt stor administrativ og politisk magt pga. overstående ligheder med de nazistiske værdier, og derfor begyndte de at udgive artikler som beskyldte Heisenberg for at besidde en såkaldte "jødisk attitude". Disse angreb på Heisenberg resulterede i at SS, med Heinrich Himmler i spidsen, blev involveret i stridighederne. Heisenberg forlangte at blive renset, og efter en grundig undersøgelse af sagen, dikterede Heinrich Himmler i 1938, at Heisenberg ikke længere måtte angribes politisk. Denne udmelding kom i stand efter, at Heisenberg havde indvilget i et kompromis, som bl.a. gik ud på, at han ikke længere måtte nævne jødiske fysikere ved navn når han underviste, og desuden skulle han også være klar til at indgå i den tyske hær i tilfælde af krig. På trods af dette kompromis endte Heisenberg med ikke at få den ledige stilling i München. Wilhelm Müller blev d. 1. december 1939 præsenteret som afløser til Sommerfeld ved universitet i München. Dette skal ses om en politisk sejr og ikke en akademisk sejr, idet Müller i modsætning til Heisenberg aldrig havde fået udgivet en videnskabelig artikel i et anerkendt tidsskrift, og mere generelt bare ikke besad samme faglige kompetencer og baggrund som Heisenberg. Müller var endvidere ikke en af de tre oprindelige kandidater, som fakultetet i 1935 havde anbefalet.

### Anden Verdenskrig
Da krigen brød ud i 1939 regnede Heisenberg med at blive indkaldt til den tyske hær (jf. overstående kompromis med Heinrich Himmler). Dette skete dog ikke, da det nazistiske regime havde andre planer med ham. I 1938 lykkes det nemlig for Heisenbergs landsmand Otto Hahn at spalte en uran-kerne i to. Dette resultat var opnået ved at bestråle urankerner med neutroner, hvorefter man bl.a. havde observeret barium-isotoper, som er et meget lettere isotop end de oprindelige uranisotoper, og dermed måtte konklusionen være at der var sket en spaltning af de oprindelige urankerner. Det Hahn havde opdaget var det fænomen som vi i dag kender som fission, og foruden spaltning af isotoperne skabes der også termisk energi i forbindelse med fissionsprocessen. Det er/var lige netop denne termiske energi som havde interesse, idet man hurtigt indså, at denne fissionsproces gav mulighed for at skabe en ny energikilde, atomkraften, som både kunne anvendes til fredelige samt militære formål. Da Anden Verdenskrig brød ud i slutningen af 1939 var opdagelsen af fissionsprocessen stadig helt ny, og det krævede stadig meget forskning og forståelse før man kunne anvende den nye viden til et praktisk formål såsom en atombombe.
Det nazistiske styre udvalgte derfor bl.a. Heisenberg til at indgå i et forskningsprojekt som havde til formål at finde ud af, hvordan man udnyttede ovenstående atomkraft til bl.a. fremstilling af en atombombe. Dette forskningsprojekt kaldte man fra tysk side "Uranprojekt", og kan derfor sammenlignes med den amerikanske udgave af forskningsprojektet, "The Manhattan Project". Heisenbergs status og omdømme blandt (atom)fysikere var ved begyndelsen af Anden Verdenskrig meget høj - faktisk blev han regnet som en af de allerbedste (atom)fysikere på daværende tidspunkt. Sågar var der mange folk indenfor fysikkredsene der mente, (da det gik op for dem, at opdagelsen af fission i teorien kunne anvendes til at skabe en atombombe) at hvis der var én fysiker der besad evnerne og kunne lykkes med at skabe sådan et våben, så var det Heisenberg. Selvom man fra de Allieredes side havde prøvet at overbevise Heisenberg om at emigrere, idet man godt vidste at Heisenberg havde haft nogle kontroverser og i bund og grund ikke brød sig om det nazistiske styre, så havde Heisenberg afvist at forlade Tyskland i tilfælde af krig. Heisenberg var stadig tysker, og på trods af regimet, så følte han stadig, at det var hans pligt at tjene das Vaterland. Dette skabte stor utryghed blandt de Allierede, idet de nu vidste, at det tyske regime nu både besad den viden/personer (bl.a. Heisenberg) der skulle til for at skabe en atombombe, men desuden besad Nazi-Tyskland også de fysiske materialer der skulle bruge til at fremstille bomben, idet at uranen kunne udvindes fra det besatte Tjekkoslovakiet.
Hvorvidt Heisenberg helhjertet gik ind for projektet, er et åbent spørgsmål. Han fortalte Bohr om det i København i september 1941. Efter mødet sluttede deres tætte venskab. Heisenberg gav efter krigen selv udtryk for, at han havde moralske skrupler, men Bohr var af den modsatte opfattelse. Uenigheden er blandt andet udtrykt i teaterstykket Copenhagen, som var baseret på deres møde i København under krigen.

## Død og eftermæle
Werner Heisenberg døde d. 1. februar 1976 i sit hjem i München. Årsagen til dødsfaldet var kræft i nyrer og galdeblære. Heisenberg blev mindet den efterfølgende aften, idet kolleger og venner gik fra universitetet i München og hjem til Heisenbergs private bolig for derefter at placere levende lys omkring boligen.
I successerien Breaking Bad benytter hovedpersonen, Walter White, navnet Heisenberg som sit alias, hvilket selvfølgelig henviser til Werner Heisenberg. Der har været megen diskussion om hvorfor dette alias anvendes. Den åbenlyse sammenhæng mellem Walter White og Werner Heisenberg er, at Walter får konstateret kræft ligesom tilfældet var med Werner. Derudover kan man også drage sammenligninger til Werner Heisenbergs hovedværk, Heisenbergs ubestemthedsrelationer, og den situation Walter White gentagne gange står i.